# Йохан Себастиан Бах
Вижте пояснителната страница за други личности с името Бах.
Йохан Себастиан Бах (на немски: Johann Sebastian Bach) е германски композитор и клавирен майстор, признат за един от най-великите композитори в световната музикална история.
Той е най-видният представител на музикантската фамилия Бах и един от най-известните музиканти от барока. До днес са оцелели и каталогизирани над хиляда негови произведения, а друга, навярно по-малка част, е изгубена. Приживе е почитан най-вече като виртуозен изпълнител на орган и клавесин. В творчеството му са представени всички значими тогавашни жанрове освен операта и е признат майстор на полифонията. След смъртта на Бах музиката му бързо излиза от мода и се изпълнява все по-рядко, но през XIX век интересът към нея се засилва благодарение на някои ентусиасти, сред които най-известен днес е Феликс Менделсон Бартолди. Творчеството на Бах оказва силно влияние върху музиката на поколения композитори и изпълнители след него, включително и през XX век. Педагогическите произведения на Бах се използват по предназначение.

## Биография

### Ранни години (1685– 1703)
Йохан Себастиан Бах е най-малкото дете в семейството на музиканта Йохан Амброзиус Бах и Мария Елизабета Лемерхирт, осмо по реда на раждане, но шестото, което успяло да порасне, тъй като 2 от децата им умират малки. Баща му е изпълнител на цигулка и клавесин, както и органист в църквата „Св. Георги“ в Айзенах. Родът на Бах става известен с музикалните си таланти още през първата половина на XVII век. За негов родоначалник се счита хлебарят Файт Бах, който живее в Тюрингия. Много от дедите на Йохан Себастиан са професионални музиканти. През този период Църквата, местните власти и аристокрацията поддържат музикантите, особено в Тюрингия и Саксония. Бащата на Бах живее и работи отначало в Ерфурт, а по-късно в Айзенах, като придворен и градски музикант. По това време в града живеят около 6000 жители. Работата на Йохан Амброзиус включва организирането на светски концерти и изпълняването на църковна музика.
Когато през 1694 г. Йохан Себастиан навършва 9 години, умира майка му, а осем месеца по-късно – баща му, който малко преди това се жени отново. По-големият брат, Йохан Кристоф, който работи като органист в съседния град Ордруф, взима момчето при себе си. Йохан Себастиан постъпва в гимназия, а брат му го обучава да свири на орган и клавир. Йохан Себастиан обича много музиката и не пропуска възможност да свири или да изучава нови произведения. Известен е следният разказ, илюстриращ страстта на Бах към музиката: Йохан Кристоф пази в шкафа си тетрадка с ноти на известни по това време композитори, като Фробергер, Керл, Пахелбел, но въпреки молбите на Йохан Себастиан той не му дава да я разгледа. Младият Бах успява веднъж да извади от заключения шкаф тетрадката и в продължение на половин година на лунна светлина преписвал нотите. Когато работата е приключена, по-големият брат намира копието и го отнема.
Докато учи в Ордруф под ръководството на брат си, Бах се запознава с творчеството на съвременните му южнонемски композитори – Йохан Пахелбел, Фробергер и други. Вероятно се запознава също и с трудовете на композиторите от Северна Германия и Франция.
На 15-годишна възраст поради хубавия си сопранов глас Бах се премества в Люнебург, където в периода 1695 – 1703 г. учи в певческата школа „Св. Михаил“. Задържат го и след като загубва гласа си, тъй като могат да го използват и като цигулар. През този период той получава възможността да се запознае с творбите на много големи майстори на епохата, поради богатата музикална библиотека там. По това време посещава Хамбург – най-големия град в Германия, както и Целе (където на особена почит е френската музика) и Любек, където има възможност да се запознае с творчеството на тогавашни знаменити музиканти. В Любек Бах слуша произведения на прочутия композитор Йохан Райнкен, а вероятно разглежда и операта. По това време Бах пише и първите си произведения за орган и клавир. Освен хоровото пеене а капела, Бах вероятно се обучава да свири на тримануален орган, клавесин цигулка и виола. Тук получава и първите си знания по богословие, латински, история, география и физика, а вероятно започва да изучава и френски и италиански език. В школата Бах има възможност да общува със синовете на известни севернонемски аристократи и известни органисти, сред които Георг Бьом в Люнебург и Йохан Райнкен и Николаус Брунс в Хамбург. През този период Бах разширява познанията си за съвременните композитори, сред които знаменитият и като органист Дитрих Букстехуде, когото той много уважава.

### Арнщат (1703– 1707)
През периода 1703 – 1708 г. е органист в църквите Нойекирхе в Арнщат и Блазиускирхе в Мюлхаузен.
Между март и септември 1703 г., след завършването на обучението си, получава длъжността придворен музикант при ваймарския херцог Йохан Ернст III. Не е известно точно какво влиза в служебните му задължения, но най-вероятно е музикален изпълнител, иначе през тези седем месеца служба във Ваймар би се разнесла славата му. След това Бах е поканен да се грижи за органа в църквата „Св. Бонифаций“ в Арнщат, намиращ се на 180 км от Ваймар. С този древен немски град семейството на Бах има стари връзки. От август Бах заема поста органист на църквата. Налага му се да работи едва 3 дни седмично, а заплатата му е относително висока. Освен това инструментът е поддържан в добро състояние и е настроен по новата система, разширяваща възможностите на композитора и изпълнителя. През този период Бах създава множество произведения за орган, в това число знаменитата „Токата и фуга ре минор“.
Семейните връзки и пристрастеният към музиката работодател не успяват да предотвратят напрежението между Йохан Себастиан и властите, което възниква през тези няколко години. Бах е недоволен от нивото на подготовка на певците в хора. Освен това през октомври 1705 г. Бах получава четириседмичен отпуск и заминава за Любек, за да се запознае с изпълненията на Дитрих Букстехуде. Първият биограф на Бах Йохан Форкел пише, че Йохан Себастиан е изминал над 400 км пеша, за да слуша изтъкнатия композитор, но днес някои изследователи подлагат този факт на съмнения. През този период вероятно чува и големият траурен концерт, даден на 2 декември 1705 г., по повод смъртта на император Леополд I. Бах обаче е така увлечен, че забавя връщането си, с което предизвиква недоволството на властите. Той се прибира в Арнщад едва на 7 февруари 1706 г. На 21 февруари 1706 г. е призован в консисторията за просрочване на отпуската. Бах обаче не се извинява, тъй като счита, че заместникът му изпълнява службата му достатъчно добре. Освен това началниците на Бах го обвиняват в представяне на „странен хорален съпровод“, смущаващ общината, както и в неумение да ръководи певческия хор. Последното обвинение изглежда не е безоснователно. Бах не се отличава с организаторски талант и не му се удава да ръководи добре хора, нито да поддържа дисциплина. Дори се стига до бурна сцена и сбиване с ученика му Гайерсбах, но двамата бързо са разтървани от техните ученици. Консисторията настоява открито да заяви дали ще се занимава с хора или не, той поисква да отговори писмено, но така и не го прави до следващото заседание.

### Мюлхаузен (1707– 1708)
В началото на 1707 г. Бах решава да смени работата си. Предлагат му по-добре заплатената и висока длъжност на органист в църквата „Св. Власия“ в Мюлхаузен – голям град в северната част на страната. На следващата година Бах приема това предложение и заема мястото на органиста Йохан Георг Але. Август същата година, Бах наследява 50 гулдена (повече от половината му годишна заплата) от своя чичо по майчина линия Тобиас Хамерхед, което го улеснява да реши да се задоми. Четири месеца по-късно, на 17 октомври 1707 г. в Дорнхайм (село близо до Арнщат), Йохан Себастиан се жени за своята братовчедка Мария Барбара Бах от Арнщат, дъщеря на органиста и общински писар в Герен Йохан Михаел Бах. На семейството се раждат седем деца, три от които умират още малки. Двама от синовете му от този брак, и двама от следващия, стават композитори – Вилхелм Фридеман Бах и Карл Филип Емануел Бах от първия, Йохан Кристоф Фридрих Бах и Йохан Кристиан Бах от втория.
- Вилхелм Фридеман Бах (1710 – 1784)
- Карл Филип Емануел Бах (1714 – 1788)
- Йохан Кристоф Фридрих Бах (1732 – 1795)
- Йохан Кристиан Бах (1735 – 1782)

Бах поема новата си длъжност в период на голям музикален упадък. В този период се водят борби между пиетисти и техните опоненти. Същевременно само две седмици преди назначаването на Бах, по-хубавата част на града е изпепелена от пожар. На Бах се пада тежката задача да реорганизира църковната музика без помощта на бюргерското съсловие, ангажирано с другите си проблеми. Градските и църковните власти на Мюлхаузен като цяло остават доволни от новия си служител. Те без колебание одобряват плана му за реставриране на църковния орган, въпреки значителните разходи, а за публикуваната празнична кантата „Господ – моя цар“ (това е единствената негова приживе отпечатана кантата), написана по случай встъпването в длъжност на новия градски съвет, му дават високо възнаграждение. Въпреки това Бах се чувства неспособен да внесе голяма промяна, поради което открито заявява, че желае да напусне, тъй като не вярва, че скоро музикалните работи могат да се подобрят. Напуска безконфликтно.

### Ваймар (1708– 1717)
Бах вече познавал Ваймар от половингодишния си престой през 1703 г. Още като младеж, тогава около 17-годишен, той учи заедно с единия от двамата братя херцози – Йохан Ернст III. Докато Бах чака да бъде завършен органът в Арнщат, където възнамерява да работи, той започва като музикант в малкия камерен оркестър във Ваймар в замъка Вилхелмсбург. Херцогът се е изявявал като композитор, а Бах прави няколко транскрипции за орган и клавир по негови композиции (BWV 592, 592a, 595, 982, 984 и 987). Братята херцози формално съуправляват Ваймар, но тъй като Йохан Ернст става алкохолик, на практика управлява две години по-големият му брат херцог Вилхелм Ернст.
След като работи в Мюлхаузен около година, Бах отново решава да смени местоработата си. През 1708 г. той получава длъжността придворен органист и организатор на концерти в Червения замък при другия брат, херцог Вилхелм Ернст – много по-висока позиция, отколкото предишната му във Ваймар, с по-висока заплата и добре подбран състав от професионални музиканти. Херцогът бива изключително предан и посветен на изкуството човек. Семейството на Бах се настанява в жилище, намиращо се само на пет минути път от графския дворец. В края на същата година се ражда първото му дете. Също тогава при семейство Бах идва по-голямата му неомъжена сестра Мария Барбара, която помага в домакинството до смъртта си през 1729 г. Във Ваймар се раждат синовете на Бах Вилхелм Фридеман и Карл Филип Емануел.
Към 1714 г. придворната капела, с която работи Бах, се състои от около 20 души, вписани като инструменталисти и изпълнители. Членовете на капелата при особени случаи трябва да бъдат облечени в ливреи, както навярно това се случва и на Бах. Композиторът свири на малкия орган в дворцовата църква, тъй като на големия орган в градската църква свири неговият братовчед и близък приятел Йохан Готфрид Валтер, автор на първия немски музикален речник.
Периодът, прекаран във Ваймар, е особено плодотворен – там Бах съчинява множество клавирни и оркестрови произведения, в които демонстрира големия си талант. По това време през 1713 г. херцогът се завръща от пътуване до Холандия и донася голямо количество копия на творби на Вивалди и други италиански композитори, които показва на Йохан Себастиан. В италианската музика херцогът (и както е видно от някои произведения, самият Бах) харесва редуването на соло (свиренето на един инструмент) и тути (целия оркестър).
На 2 март 1714 г. е повишен в концертмайстор, което се отразява и на заплатата му. Но през 1716 г. дори не е обсъден за овакантения пост на капелмайстор. Постът е предложен на Георг Филип Телеман, но след отказа му е даден на посредствения музикант Йохан Вилхем Дрезе, чието единствено преимущество е това, че е син на предишния капелмайстор – Йохан Самуел Дрезе. Това разочарова Бах до степен да желае да напусне незабавно Ваймар.
Във Ваймар Бах има възможност да свири и съчинява произведения за орган, както и да ползва услугите на оркестъра на херцога. Там той пише повечето от своите фуги и започва работата си над т.нар. „Органна тетрадка“ – сборник с пиеси, които да използва за обучението на Вилхелм Фридеман. Сборникът се състои от обработки на лютерански хорали.
Към края на службата си във Ваймар, Бах вече е широко известен органист и майстор на клавесина. През 1717 г. в Дрезден пристига известният френски музикант Луи Маршан. Той пристига в Германия, тъй като изпада в немилост пред своя господар. Дрезденският концертмайстор Волюмие решава да покани Бах и да устрои музикално състезание между двамата. Бах уведомява Маршан писмено, че е готов да приеме всяка музикална задача, която му постави, а от своя страна той да направи същото. Бах и Маршан се съгласяват да участват. Цялата общественост се вълнува от турнира, който трябва да се състои в къщата на кавалерийския генерал граф Йоахим Фридрих фон Флеминг. Поканените арбитри и Бах идват в уговорения час, но тъй като Маршан се забавя, изпраща хора да го извикат. Оказва се, че Маршан (който явно предния ден успява да послуша изпълнение на Бах) спешно и тайно е напуска града с извънредна пощенска кола. Състезанието се проваля и Бах свири сам, възхищавайки слушателите си Кралят му определя 100 луидора възнаграждение, но той така и не ги получава, тъй като навярно са присвоени от дворцовите чиновници.

### Кьотен (1717– 1723)
След огорчението, породено от пренебрегването му за капелмайсторския пост, Бах незабавно приема предложението за позицията на капелмайстор от херцог Леополд фон Анхалт-Кьотен, въпреки че предлаганите му условия не са никак съблазнителни – църковната музика е отменена, а органът е незначителен. Бах настоява постоянно от дотогавашния си господар да го освободи, което очевидно не му се нрави и на 6 ноември 1717 г. дори го арестува заради постоянните искания. Освобождава го едва на 2 декември. По Коледа 1717 г. Бах встъпва в новата си длъжност. Херцогът, близо двадесет и пет годишен мъж, който сам е солидно образован музикант, обикаля Италия придружен от изтъкнатия музикален теоретик Йохан Давид Хайнихен, сам участва в капелата, като цигулар, а има и добре школуван басов глас. Херцогът е първият му работодател, способен да оцени таланта на Бах, което и прави. Той се гордее много със своя капелмайстор и го взема при пътуванията си. С течение на времето между тях възниква приятелство, което продължава и след заминаването на композитора. Леополд му плаща добре и му предоставя широка свобода на действие.
Леополд обаче е калвинист и не одобрява използването на изтънчена музика на богослуженията, поради което повечето от кьотенските произведения на Бах са светски. Сред множеството произведения на Бах, сътворени в Кьотен, са „Сюита за оркестър“, „Шест сюити за соло-виолончело“, „Английски сюити“ и „Френски сюити за клавир“, както и три сонати. Пак през този период са написани и знаменитите „Бранденбургски концерти“. Леополд не ги харесва и затова докато той е жив, те не са изпълнени нито веднъж.
Бах прекарва шест години в малката резиденция. В този период, на 7 юли 1720 г., докато Бах е зад граница с херцога, внезапно умира жена му Мария Барбара, оставяйки четири малолетни деца – Катерина Доротея, Вилхелм Фридеман, Йохан Готфрид Бернхард и Филип Емануел. Той научава това едва при завръщането си от Карлсбад.
През следващата година Бах се запознава с Ана Магдалена Вилке – млада, високо надарена певица (сопрано), работеща в херцогския двор. Двамата се женят на 3 декември 1721 г. Въпреки разликата във възрастта – тя е по-млада от Йохан Себастиан със 17 години, бракът им се оказва щастлив. Раждат им се 13 деца. Съпругът ѝ се грижи тя да съхрани музикалния си усет, като ѝ посвещава две клавирни тетрадки – от 1722 г. и от 1725 г. От своя страна тя му помага в много голяма степен при преписа на произведенията. Тя научава и децата да помагат в това.
Именно заради децата си Бах се замисля да се премести в град, където да им даде повече възможности за образование, а освен това страда и от факта, че почти не се занимава с църковна музика. Привлича го Хамбург и се случва така, че след кончината на органиста Хайнрих Фризе, този пост в църквата „Св. Якоб“ е овакантен. Няколко седмици по-късно Бах се явява в хамбургската църква „Св. Катерина“ пред комисия, в чийто състав влиза Йохан Адам Райнекен, за да демонстрира способностите си. Известно е, че старият композитор и майстор на органа пристъпва към по-младия с изключително ласкателните думи „Мислех, че това изкуство е умряло, виждам обаче, че то още живее във вас“. За Бах се застъпва настоятелно и енергично проповедникът Ноймайстер. Мястото е спечелено обаче от безизвестния Йохан Йоахим Хайтман, който, както е видно от църковното счетоводство, на 6 януари 1721 г. внася 4000 марки в църковната каса. Това дава основание да мислим, че този пост носи значителни странични доходи. В гнева си Ноймайстер в една църковна проповед заявява, че „дори ако витлеемските ангели желаят да станат органисти в църквата „Св. Якоб“, ако нямат пари, ще трябва да се върнат обратно на небето“.
През юни 1722 г. се овакантява място в църквата „Св. Томас“ в Лайпциг. Общинският съвет търси заместник на Йохан Кунау и първоначално започва преговори с най-видния композитор по онова време – Г. Ф. Телеман. Той обаче не е освободен от Хамбург от поста си на градски музикален директор. Освен него се предлага длъжността и на дармщатския капелмайстор Кристоф Граупнер, ученик на Канау, но и той не желае да напусне работата си. Сред обмисляните композитори са Йохан Фридрих Фаш, както и още 5 музиканта. Едва към края на годината Бах подава заявление, след колебания, породени от доброто му положение при Леополд. Впоследствие той заменя капелмайсторската длъжност с тази на кантор.

### Лайпциг (1723– 1750)
На 7 февруари 1723 г. по Заговезни в църквата „Св. Томас“ (Thomaskirche) в Лайпциг е изпълнено произведението му „Иисус взе при себе си дванадесетимата“, след което немного известният Бах единодушно е одобрен от общинския съвет. На 5 май му е съобщено за неговото назначение, а на 1 юни Бах се настанява в лявото крило на училищната сграда (Thomasschule). Композиторът е 22-рият кантор (Thomaskantor, диригент на църковния хор) на тази църква, като този пост съществува от 1435 г. (настоящият кантор е 38-и подред). Бах същевременно трябва да изпълнява и задълженията на учител в училището към църквата, а трябва и да придружава ученическият хор при погребални шествия. В задълженията на Бах влиза преподаването по пеене на латински и ежеседмичното водене на концерти в двете главни църкви в Лайпциг – „Св. Томас“ и „Св. Николай“. Длъжността на Йохан Себастиан предполага също така преподаването на латински, но му е позволено да наеме помощник, който да преподава вместо него. Затова с тази дейност се занимава Пецолд за 50 талера годишно. Бах получава длъжността „музикален директор“ на всички църкви в града: в задълженията му влиза подбора на изпълнители, наблюдението над обучението им и избор на музика за изпълнение. Докато работи в Лайпциг, композиторът има редица конфликти с градската администрация.
Първите шест години от живота му в Лайпциг се оказват много продуктивни: Бах съчинява 5 цикъла кантати (два от тях по всяка вероятност са изгубени). Повечето от произведенията са написани по евангелските текстове, които се четат в лютеранската църква всяка неделя и по празниците през цялата година; много от тях (като „Wachet auf! Ruft uns die Stimme“ и „Nun komm, der Heiden Heiland“) се основават на традиционни църковни песнопения.
Градският съвет предоставя на Бах само 8 изпълнители, и това често е причина за спорове между композитора и администрацията: на Бах му се налага сам да наема до 20 музиканта, за да изпълняват оркестровите произведения. На органа или клавесина свири обикновено самият композитор, а ако той ръководи хора, то това място се заема от щатния органист или от един от по-големите синове на Бах.
Освен от редовните концерти, заплащани от градските власти, Бах печели допълнително с хора си от пеене на сватби и погребения. Предполага се, че именно с тази цел са създадени най-малко 6 мотета.
През март 1729 г. Йохан Себастиан става ръководител на Колегиум музикум (Collegium Musicum или Телеманово дружество) – светски ансамбъл, основан през 1701 г. от стария приятел на Бах – Телеман. През това време в много големи немски градове надарени и активни студенти от университетите създават подобни ансамбли. В продължение на почти цялата година Колегиум музикум два пъти седмично устройва двучасови концерти в кафенето на Цимерман, разположено близо до пазарния площад. Собственикът предоставя на музикантите голямата зала и закупува няколко инструмента. Много от светските произведения на Бах, написани през 30-те, 40-те и 50-те години на XVIII век, са съчинени именно за изпълнение в кафенето на Цимерман. Такива са например „Кантата за кафето“ и клавирният сборник „Клавирни упражнения“, както и много концерти за виолончело и клавесин. През този период Бах написва и частите Kyrie и Gloria на знаменитата си „Меса в си минор“.
Скоро Бах получава длъжността придворен композитор. Това е и неговият най-продуктивен творчески период, който продължава до самата му кончина.
Цикълът „Музикално приношение“ е написан през 1747 г., след като пруския крал Фридрих II кани Бах да изпробва няколко клавесина в замъка Сансуси в Потсдам. Краля му изсвирва една тема и иска композиторът да му я развие. Бах го прави на клавесина, но явно счита, че може да се справи и по-добре и след прибирането я разработва и на хартия. На 7 май той пристига при краля, а на 7 юли му изпраща своя подарък. Първата пратка съдържа композиция по свободно избрана тема, извинявайки се с това, че не всяка тема е подходяща за шестгласна разработка. Впоследствие прави и втора разработка, която праща, но този път с темата на краля.
Докато работи по „Музикално приношение“, Бах решава да създаде творба, създадена изцяло по една проста тема – друг обхватен цикъл. Това е „Изкуството на фугата“, която Бах не завършва, макар че най-вероятно я подготвя много преди смъртта си. Състои се от 18 сложни фуги и канони. В този цикъл Бах използва всички инструменти и техники за писане на полифонични произведения. Фугите биват озаглавени „Контрапункти“, тъй като се касае за чисто теоретично произведение. Последните 4 фуги са свързани две по две така – едната, нота по нота, е точна инверсия на другата, сякаш отразена в огледало. Пиесите са остроумни и живи, сякаш само случайно едната е отражение на другата. Не може да бъде издадена, докато той е жив, макар и вече подготвяна за печат. „Изкуството на фугата“ е публикувана няколко месеца след смъртта му, но след като са продадени едва 30 екземпляра, Емануел продава медните плочи с последното произведение на баща си заради метала.
Последното произведение на Бах е хорална прелюдия за орган, която той продиктува на зет си, практически намирайки се на смъртния си одър. Името на прелюдията е „Vor deinen Thron tret ich hiermit“ („Ето, представям се пред трона ти“) и с това произведение често музикантите завършват изпълнението на незавършеното „Изкуството на фугата“.
С течение на времето зрението на Бах се влошава. Някои биографи приписват причината за това на спорния факт, че като малък преписва ноти на лунна светлина. Въпреки това, той продължава да съчинява музика, диктувайки я на зет си Алтникол, обстоятелство считано от някои автори за мит. През 1750 г. в Лайпциг пристига английският офталмолог Джон Тейлър, когото много съвременни изследователи считат за шарлатанин. Тейлър на два пъти оперира Бах, но и двете операции са неуспешни и Бах остава сляп. На 18 юли той неочаквано проглежда за кратко, но същата вечер получава удар. Бах умира на 28 юли, като е възможно причина за смъртта му да са усложнения след операциите. Погребението се състои в сутринта на 31 юли (петък) в гробището „Св. Йоан“.
Останалото след него състояние е оценено на над 1000 талера и включва 5 клавесина, 3 цигулки, 3 виоли, 2 виолончела, виола да гамба, лютня и спинет, както и 52 свещени книги. Бах има 20 деца от двата си брака с Мария Барбара и Ана Магдалена.
След кончината на Бах, неговият колега от училището Абрахам Кригел пише за него статия, а Телеман му посвещава сонет. Мицлеровото дружество издава през 1754 г. некролог, съдържащ най-известните истории за Бах. Прочутият критик Матесон пише възторжени редове за „Изкуството на фугата“. Но по него време композиторът Бах е споменаван съвсем бегло, а възхваляван е майсторът-органист.
През живота си Бах написва над 1000 произведения. В Лайпциг Бах поддържа дружески отношения с университетските професори. Особено плодотворно се оказва сътрудничеството с поета, пишещ с псевдонима Пикандер. Интересен факт е, че Георг Фридрих Хендел, роден в една и съща година с Бах в град Хале, намиращ се само на 50 километра от Лайпциг, никога не се среща с Бах, макар последният на два пъти да се опитва да се види с него – през 1719 и 1729 г. При второто му идване при него отива Вилхелм Фридеман, тъй като баща му е болен и му предава поканата да посети Лайпциг. Хендел изразява съжаление, че не може да отиде. При третото му посещение Бах вече е покойник.
Композиторът е погребан близо до църквата „Св. Томас“, където е служил в продължение на 27 години. Постепенно забравата се разпростира над името и творчеството на Бах. За това свидетелства и фактът, че чак през 1894 г. останките на Бах са открити съвсем случайно по време на строителни дейности. Те биват препогребани в църквата „Св. Томас“.

### Същност и характер
Всички налични данни сочат, че в обикновения живот Бах е приветлив и скромен човек. Въпреки това не могат да бъдат пренебрегнати раздразнителността му или това, че понякога късно се сеща за своето право и прави от някоя дреболия голяма история. Баховата справедливост, безпристрастност и обективност са известни. Така например, когато някоя енория плаща твърде малко за строеж на някой орган, Бах се застъпва да се доплати на майстора. Или когато трябва да оцени майсторството на други, дори когато не е в добри отношения с тях, той го прави почтено. Бах винаги запазва достойнството си, дори когато се обръща с молби до крале, въпреки почтителния тон, характерен за епохата.
На въпроса, как се стига толкова далеч в изкуството, Бах отговаря: „Трябваше да бъда прилежен; който е така прилежен, ще може да стигне също така далеч“.
Бах изпитва истинско уважение към великите си съвременници. Той така и не успява да се срещне с Хендел при нито едно от завръщанията му в Германия, но цял живот съжалява, че не го познава. Той преписва негови кантати, на Телеман, както и на множество негови съвременници и по-стари автори. В това личи респектът на Бах към другите композитори, чието творчество изключително много цени.
Във финансовите въпроси Бах е педантичен и пестелив. Той е прям в паричните въпроси, но това е разбираемо с оглед на многочисленото му семейство. В това отношение му помага и съпругата му, която не позволява също прахосничеството. Тази черта на Бах явно не е съвсем непозната, поради което дори му навлича веднъж клеветата, че е корумпиран при приема на кандидати в интерната. В писмото си до Ердерман от 1729 г. той не може да скрие яда си, че нея година жителите на Лайпциг не желаят да умират, поради което той губи близо 100 талера от погребална такса. В същото време той е изключително гостоприемен.
Бах се бори за бюргерското си съществуване, но не и за всеобщото признаване на изкуството си. Той намира за естествено само признанието, което светът му отдава като майстор на органа и клавесина. Той дори и не очаква признание за непреходността на творчеството си – в него той просто изразява това, което вълнува душата му. Бах не прави нищо за популяризиране и запазване на своите кантати и пасиони. Не е негова заслугата, че те са стигнали до нас. Но именно това прави творчеството му безподобно и изпълнено с възвишеност, тъй като то не е създадено от стремеж тогавашният вкус да го признае. Самият Бах не осъзнава величието и превъзходството на творбите си. Той най-вероятно не е можел и да мечтае или предполага, че в бъдеще ще стане символ на музиката на своята епоха.
Когато Бах твори, той не размишлява дали хористите ще могат да изпълнят творбите му или дали хората в църквата биха го разбрали. Неговото верую е дълбоко религиозно – той твори за прослава на Бог. Нерядко украсява собственоръчно композициите си със „Само Господу слава (Soli Deo Gloria)“ или „Иисусе, помогни (Jesu Juva)“.

## Творчество
Лудвиг ван Бетховен възкликва за Бах: „Не поток, а море!“ (на немски „Bach“ означава „поток“). Може би тези думи най-добре отразяват дълбочината и мащабността на неговото творчество. Композиторът създава хиляди музикални творби (духовни и светски) във всички съвременни нему музикални жанрове, с изключение на операта. Последният, редом с Хендел, велик представител на бароковата музика, довежда до съвършенство изкуството на полифонията, съчетава блестящо и преосмисля традициите на италианската, австрийската, немската и френската музикална школа.
Основно внимание Бах отделя на религиозната музика, особено на кантатата. Връх в неговото творчество са т. нар. „Пасиони“ за хор и оркестър – музикални кантати – оратории, разказващи за последните дни на Иисус Христос. Автор е и на много акапелни творби. Бах е известен също с инструменталните си концерти. Много важна част от неговото творчество са клавишните пиеси, много от които са замислени с чисто образователна насоченост – сборникът „Ана Магдалена“', английските и френските сюити, „Добре темпериран клавир“ (или както е по-популярно в България – „Добре темперирано пиано“, представлявайки своеобразна апология на темперирания строй) и „Изкуството на фугата“. И до днес много от творбите на Бах са настолно учебно помагало на инструменталистите – от начинаещи до усвояващи висшите тънкости на изпълнителското изкуство. Композициите на Бах оказват огромно влияние върху по-късните композитори. Откъси от негови творби често се използват във филмовата музика.
Приживе Йохан Себастиан Бах е познат и известен предимно като музикален изпълнител – органист, цигулар, концертмайстор, диригент. Прочут е и като музикален механик – изработва различни музикални инструменти, „свирещи“ часовници и т.н. Композициите му обаче остават „затворени“ в кръга на публиката, пред която са изпълнявани на местата, където работи и скоро след смъртта му те са забравени извън тесните професионални кръгове. Въпреки това остава историческата заслуга на Бах, свързана с въвеждането на т. нар. „темпериран строй“, който е в основата на цялата последваща музика, особено клавирната, чак до наши дни.
Сред важните творби на Бах са:
- Религиозни кантати – над 200, тук условно спадат (някои музикални историци ги отделят) няколкото оратории и двата запазени до днес пасиона – „Матеус пасион“ и „Йоханес пасион“.
- Светски кантати – няколко десетки, сред които „Сватбена кантата“, „Селска кантата“, „Кантата за кафето“, „Възхвала на музиката“.
- Камерна музика – 6 Бранденбургски концерта, концерти за цигулка и оркестър, 7 концерта за клавир и оркестър, 2 концерта за два клавира и оркестър, 2 концерта за три клавира и оркестър, един концерт за четири клавира и оркестър (BWV 1052-1059) и др. (Тук трябва да се отбележи, че по времето на Бах инструментът пиано не съществува в съвременния смисъл на думата. И сега често тези концерти се изпълняват от други, старинни клавирни инструменти като клавесин и клавикорд (на немски: Klavier), а почти всички от тях имат транскрипции за цигулка, китара и т.н. Терминът „пиано“ се използва според общоприетото в музикалната литература.) Сонати за цигулка; флейта; цигулка, флейта и клавир; партити за цигулка; сонати за клавир и виола да гамба; шест сюити за соло виолончело и др.
- Клавирни творби – близо 150 хорала за орган, токати и фуги (след които най-известна е тази в ре минор), фантазии и фуги (по повод тази в сол минор Бетховен произнася цитираните по-горе думи), прелюдии и фуги, пасторали, пасакалии и др. За клавирни инструменти са написани Инвенции и синфонии, френски, английски и немски сюити, сборникът „Добре темпериран клавир“, „Голдберг вариации“ и др.

Днес запазените композиции на Бах са проучени и систематизирани. Наред с оригиналните им названия се използва и т. нар. „Бахов индекс“ – BWV (от немски: Bach Werke Verzeichnis), който е на тематичен, а не на хронологичен принцип.

## Изследвания върху живота и творчеството на Бах
Първи описания на живота на Бах стават некрологът му и кратката жизнена хроника, написана от вдовицата му Анна Магдалена. През 1802 г. Йохан Николаус Форкел (1749 – 1818), основавайки се на некролога и разказите на синовете и приятелите на Бах, издава първата подробна биография. Форкел е музикален директор на Гьотингенския университет и музикален историк, който пише всеобща история на музиката от нейното зараждане, но тъй като се опасява, че може да почине, преди да стигне главата за Бах, той решава да я напише и публикува предварително. Принос за популяризирането на Бах в началото на XIX век има баховият изследовател Рохлиц, който се застъпва за издаването на творчеството на Бах, казвайки „...кръговратът на нещата, след по-дълги или по-кратки интервали, издига отново всяко главно направление на великите умове на човечеството“. В средата на XIX век интересът към музиката на Бах се възражда, композитори и изследователи започват да събират, изучават и издават всички негови произведения. Следващият значителен труд за Бах е книгата на Филип Шпита, издадена през 1880 г.
В началото на XX век Алберт Швайцер, немски органист и изследовател, публикува мащабния си труд, считан и до днес за една от най-значимите книги за Бах. В това произведение, освен биографията на Бах, описание и анализ на неговите произведения, се отделя много внимание на описанието на епохата, в която той работи, както и на богословските въпроси, свързани с неговата музика. Тези книги са най-авторитетни до средата на XX век, когато с помощта на нови технически средства и щателни изследвания са открити нови факти за живота и творчеството на Бах, на места противоречащи на традиционните представи. Така например, установено е, че Бах е пише част от кантатите си в периода 1724 – 1725 г. (за разлика от предната версия, че това става през 1740-те години); намерени са неизвестни произведения, а произведения, които по-рано са приписвани на Бах, се оказват с друг автор; установени са и допълнителни факти от биографията му. През втората половина на XX век са написани множество трудове по тази тема, като например книгите на Кристоф Волф, който е преоткривател и на забележителните „Номайстерски хорали“ през 1985 г.

## Възраждане на Баховата музика
След смъртта на Бах, музиката му бързо излиза от мода и се изпълнява изключително рядко, макар и да не е абсолютно забравена. Например има сведения, че Лудвиг ван Бетховен при учителя си Кристиан Готлоб Нефе изучава „Добре темпериран клавир“, наричайки го „музикална Библия“.
Карл Фридрих Целтер (1758 – 1832) провокира любовта към Бах у знаменития писател Йохан Волфганг фон Гьоте и съвсем младият Феликс Менделсон Бартолди (Целтер е музикален учител на последния). Гьоте пише, че Бах „е поет от най-висока класа“, както и „След като претеглим всичко, което би могло да свидетелства против него, този лайпцигски кантор представлява божието явление: ясно и все пак необяснимо“, при което допълва „Ти доста труд ми създаде, но на бял свят те извадих“ (9 юни 1827 г.). След като Гьоте чува „Добре темпериран клавир“ в изпълнение за орган пише: „Казах си: сякаш вечната хармония разговаряше със себе си, както може би се е случвало в сърцето на Бога малко преди сътворението на света. Така бях развълнуван дълбоко в себе си и ми се струваше, нямам, нито са ми нужни уши, най-малкото очи и всякакви други сетива“ (21 юни 1827 г.). Когато младият Менделсон му гостува през май 1830 г., трябва много да му свири Бах. Същата година Целтер организира изпълнение на Баховите мотети.
Големият интерес към композиционното творчество на Бах се заражда през 1829 г., когато младият Феликс Менделсон Бартолди организира и сам дирижира второто, около 100 години след първото, изпълнение на „Матеус пасион“. Митът гласи, че веднъж Менделсон си купува месо, което касапинът му завива в нотни листа. Композиторът ги преглежда, разбира на каква находка е попаднал и се връща в месарницата за останалите ноти – така е преоткрит „Матеус пасион“. Тази история не отговаря по никакъв начин на истинските събития, но е една от най-популярните музикантски легенди. Всъщност Целтер прави най-много за Бах, когато позволява на Менделсон да изпълни Матеус-пасион с хора на Певческото дружество. Макар че отначало отказва, наричайки една януарска сутрин на 1829 г., молещите го „сополанковци, които си въобразяват, че могат всичко“, той накрая е придуман от менделсоновия приятел Девриент. Докато търсят солисти, двамата приятели си говорят как точно един век след първото изпълнение „един комедиант“ и „едно еврейче“ разкриват пред света това произведение. Премиерата е грандиозно събитие, което се състои на 11 март, като само хорът е от 400 души, музикантите са главно любители, но присъстват и такива от Кралската капела. Абсолютно всички участват напълно безплатно в начинанието, дори и преписвачите на нотните щимове. Двадесетгодишният Менделсон за първи път застава пред голям оркестър, но се справя блестящо. Съпругата му пише: „Препълнената зала приличаше на църква. Присъстващите бяха обзети от тържествено благоговение. Чуваха се само отделни неволни изблици на дълбоко развълнувано чувство“. На 21 март, рожденият ден на Бах, произведението е изпълнено повторно. Менделсон обаче не е доволен, въпреки всеобщото одобрение, тъй като солистите допускат някои грешки. На вечерята у Целтер по-късно философът Георг Вилхелм Фридрих Хегел изказва своите суперлативи към Баховата гениалност. През 30-те години на XIX век Матеус-пасион чуват жителите на Франкфурт, Бреслау, Кьонигсберг, Дрезден и Кисел, а през 1841 г. и тези на Лайпциг.
Йоханес-Пасион е изпълнен на 21 февруари 1833 г., но няма същия бърз успех. Месата в h-moll е възкресена малко по малко от Шелбе (1789 – 1837) през периода 1828 – 1835 г. Коледната оратория се появява пред публика за нов живот през 1858 г. Като цяло този последвал интерес може да се определи, като следствие от Менделсоновото начинание, а в знак на признание на 18 октомври 2008 г. е открит негов паметник срещу църквата „Св. Томас“.

## Влияние в културата на XX и XXI век

### Влияние в популярната култура
Оригинална и адаптирана музика на Йохан Себастиан Бах е използвана в музикалното озвучаване на над 850 филма и телевизионни продукции от 1931 г. насам.
Фрагменти от бахова музика звучат във видео игрите „Тетрис“, „Джайръс“, „Супер Марио Брос“ и други, произведени от Нинтендо, а също така популярни откъси са адаптирани като тонове за звънене на мобилни телефони.
Музика на Бах се ползва и в множество реклами, като например на: храните за животни Педигрий (2004 г.), музикалната телевизия Ем Ти Ви Латиноамерика (2004 г.), напитката Геторейд (2007 г.), кредитните карти Американ Експрес (2009 г.), телекомуникационната компания Телиа (2009 г.), банка ДНБ НОР (2011 г.), застрахователната компания МетЛайф (с карикатурния герой Шрьодер, 2012 г.).
Инициативата за улични изкуства и танц „Ред Бул Флайинг Бах“, провеждаща се от 2010 г. насам, съчетава бароковата музика със съвременни форми на изява.

### Влияние в джаза
През 50-те и 60-те години на XX век особено забележими са джаз интерпретациите на произведения на Бах от Модърн Джаз Куортет и Суингъл сингърс, а в последващите десетилетия импровизациите на Жак Лусие и Боби Макферин. Джазови импровизации по музика на Бах също така изпълняват: Джанго Райнхарт, Стефан Грапели и Еди Саут – Първата част от „Концерт за две цигулки в ре минор“ (1937 г.), Алек Темпълтън – тричастната „Топси търви сюита“ от 1936 г. („Бах отива в града“, „Войнишки менует“ и „Токатата на гробаря“), Бени Гудман – „Бах отива в града“ (1938 г.), Нина Симон – „Обичай ме или ме остави“, Хейзъл Скот – „Инвенция в ла минор“ (1940 г.), Бъд Пауъл – „Бъд по Бах“ (1957 г.), Оскар Питърсън – Сюита посветена на Бах в албума „На живо“ (1986 г.), Рон Картър – „Бранденбургски концерт“ (албум от 1995 г.).

### Влияние в популярните музикални стилове
В рок музиката, поп музиката, електронната музика, както и в други популярни музикални стилове от втората половина на XX век и началото на XXI век, се среща влияние на творби на Бах. Такива изпълнения са: Тойс – „Любовен концерт“ (1965 г.), Февър Трий – „Сходна ситуация“ (1967 г.), Прокъл Харъм – „Изсветляващата сянка на бледото“ (1967 г.), Джетро Тъл – „Буре“ (1969 г.) и „Прелюд в до мажор“, Бийтълс – тромпетното соло на „Пени лейн“ (1967 г.) и „Всички се нуждаят от любов“, Емерсън, Лейк енд Палмър – „Острието на ножа“ (1970 г.) и интродукцията на „Единственият начин“ (1971 г.), Пол Саймън – „Американска мелодия“ (1972 г.), Аполо 100 – „Радост“ (1972 г.), Стив Хакет – „Хоризонт“ (1972 г.), Бийч Бойс – интродукцията на „Лейди Линда“ (1978 г.), Скай – „Токата“ (1980 г.), Джордж Уинстън – „Радост“ (1982 г.), Алкатраз – „Идващият Бах“ (1984 г.), Ингви Малмстийн – „Черна звезда“ (1989 г.), „Бленуване“ (1989 г.), „Без съжаление“ (1992 г.) и „Затворник на любовта ти“ (1994 г.), Екс Джапан – „Роза от любов“ (1989 г.), Исао Томита – „Бах фантазия“ (албум от 1996 г.), Суитбокс – „Всичко ще бъде наред“ (1998 г.), Ексзибит – „Симфония в Екс мажор“ (2002 г.), Джем – „Те“ (2005 г.), Пиано Гайс – „Песен за виолончело“ (2011 г.).

## Институции, музеи и паметници, посветени на Бах
През 1900 г. в Лайпциг е създадено „Ново бахово общество“, като наследник на „Бахово общество“, което между 1850 и 1900 г. допринася за първото пълно издание на произведенията на Бах. „Ново бахово общество“ си поставя три „вечни“ цели, които впоследствие изпълнява – второ пълно издание на произведенията, ежегоден музикален фестивал и създаване на музей.
В Лайпциг, като част от университета на града е изградена институцията „Бах-Архив Лайпциг“, съчетаваща институт, музей, библиотека и център за прояви, занимаващи се с документация и проучване на живота и творчеството на Йохан Себастиан Бах и неговото семейство, както и популяризиране на тяхната музика. Институцията се признава от германското правителство като „културен фар“ от национално значение.
От 1951 до 2006 г. в Гьотинген съществува „Йохан Себастиан Бах институт“, водещ второто пълно 96-томно издание на произведения на композитора. В сътрудничество с „Бах-Архив Лайпциг“, новото издание е изпълнено според строгите научни изисквания и в същото време служи музикална практика.
„Домът на Бах“ в Айзенах е музей, открит през 1907 г., посветен на Бах. На площ от 600 m² излага около 250 оригинални експоната, сред които и ръкописи. В основата на комплекса от сгради е около 550-годишна къща, която погрешно е била идентифицирана като родната къща на Бах в средата на XIX век.
Паметници в Германия
- Паметник в Лайпциг, издигнат на 23 април 1843 г. от Херман Кнаур по инициатива на Менделсон и по чертежи на Едуард Бендеман, Ернст Ритшел и Юлиус Хюбнер.
- Бронзова статуя на площад Frauenplan в Айзенах, проектиран от Адолф фон Дондорф, открита на 28 септември 1884 г. Първоначално поставена на Пазарния площад до църквата св. Георги, а на 4 април 1938 г. е пренесена на Frauenplan с по-нисък пиедестал.
- Паметник на Хенрих Полман на площад Бах в Кьотен, открит на 21 март 1885 г.
- Бронзова статуя на Карл Сефнер от южната страна на църквата св. Томас в Лайпциг – 17 май 1908 г.
- Бюст, изработен от Фриц Бен в монумента „Валхала“ в Регенсбург, 1916 г.
- Статуя на Паул Бир до входа на църквата св. Георги в Айзенах, поставена на 6 април 1939 г.
- Паметник на Бруно Айерман във Ваймар, открита през 1950 г., но след две години премахната и отново открита през 1995 г. на площад Демокрация.
- Релеф на Роберт Пропф в Кьотен, 1952 г.
- Паметник на Бернд Гьобел до пазара в Арнщат, открит на 21 март 1985 г.
- Паметник в Ансбах, проектиран от Юрген Хьортц, открит през юли 2003 г.

- Паметник срещу църквата „Св. Томас“ в Лайпциг
- Паметник в музеят „Домът на Бах“ в Айзенах
- Бюст, създаден от Йозеф Юфус, открит в Берлин през 1899 г. Днес липсва.
- Бюст срещу „Хохцайткирхе“ в Дорнхайм
- Паметник на входа на църквата „Св. Георги“ в Айзенах
- Паметник в Мюлхаузен
- Паметник във Ваймар
- Паметник пред музея „Карнеги“ в Питсбърг
- Скулптура в Ансбах
- Паметник в Арнщат
- Паметник в Шанхай
- Барелеф в Алтен

## Значими звукозаписи
В самия край на XX век се издават първите пълни записи със събраните произведения на Бах. Те са компилация от по-ранни звукозаписи на известни бахови изпълнители. Такива колекции до днес предлагат на пазара фирмите Hänssler (172 CD). Brilliant Classics (160 CD) и Teldec (153 CD, обща цена $849,97).

## Известни изпълнители на музиката на Бах
Диригенти
Филип Херевеге, Николаус Харнонкурт, Карл Рихтер, Леополд Стоковски, Серджо Челибидаке, сър Дьорд Шолти, Рене Якобс, Сър Невил Маринър, Дейвид Уилкокс, сър Джон Елиът Гардинър, Масааки Сузуки, Ойген Йохум
Органисти
Оливие Месиен, Лионел Рог, Тон Коопман, Саймън Престън
Цигулари
Артур Грюмио, Хенрик Шеринг, Ицхак Перлман, Васко Абаджиев, Давид Ойстрах, Леонид Коган, сър Йехуди Менухин, Найджъл Кенеди
Пианисти и клавесинисти
Алфред Корто, Глен Гулд, Святослав Рихтер, Андраш Шиф, Мъри Перая, Ури Кейн, Анджела Хюит, Алфред Брендел, Даниел Баренбойм, Рамин Бахрами
Чембалисти
Густав Леонхард, Отавио Дантоне
Виолончелисти
Пабло Касалс, Мстислав Ростропович, Стивън Исерлис, Йо-Йо Ма, Янош Старкер, Пиер Фурние, Миклош Перени
Флейтисти
Емануел Паю
Музикални състави
Струнен квартет Емерсън, Фретуърк, Английски барокови солисти, Музика Антиква Кьолн, Кингс Консорт, Оркестър от Ерата на Просвещението, Хор Монтеверди, Академия за стара музика Берлин, Бах Колегиум Япония, Тавернър Консорт

## Музикални фрагменти
- (информация за файла)
- (информация за файла)

## Любопитно
Буквите от името на Бах на латински – BACH – съвпадат с буквените означения на тоновете си-бемол – ла – до – си бекар. Това изкушава мнозина композитори да пишат музикални творби по така образувалата се мелодия. Най-известна от тях е „Прелюдия и фуга на тема BACH“ за орган от Ференц Лист.
През 1938 г. в обсерваторията на Хайделбергския университет е открит астероид, който в чест на Бах е наименуван „1482 Sebastiana“.